# Cleistes fragrans
Cleistes fragrans é uma espécie de orquídea terrestre de folhas alternadas e flores grandes que abrem em sucessão, com raízes tuberosas delicadas, habitante 
de São Paulo, no Brasil.